# Quilon
Quilon, forme européanisée de Kollam (malayâlam : കൊല്ലം), est une ville de l'État du Kerala en Inde, chef-lieu du district de Kollam.

## Géographie
La ville de Quilon est un passage obligé des croisières sur les rivières du Kerala. Cette ville existe depuis longtemps. Elle est située au sud ouest de l'Inde.

## Histoire
Siège du premier diocèse catholique romain en Inde, créé le 9 août 1329 puis recréé le 1er septembre 1886. Grand centre pour les missionnaires dominicains et franciscains depuis le XIIIe siècle. Quilon se prononce "kwailoné". Les Portugais l'appelaient "Coulão". C'est l'un des plus anciens ports importants dans le commerce des épices, notamment grâce à l'intense activité des arabes. Il tomba vite dans l'oubli. Aujourd'hui, c'est une petite cité animée, entourée de noix de cajou. Une ville-étape des balades en bateau sur les backwaters.

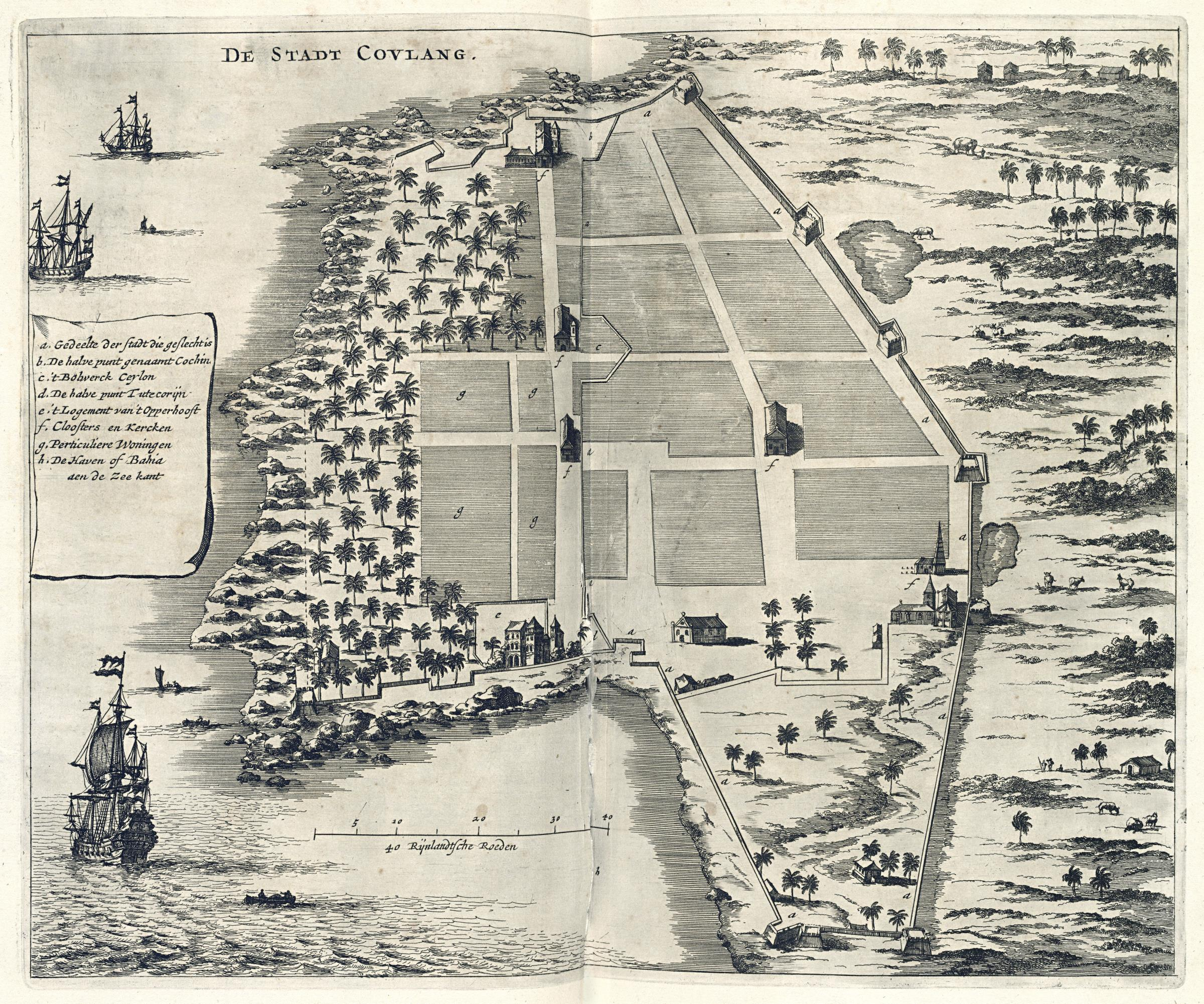
Gravue de Coylan (ancien nom de Quilon) vers 1672

## Culture
- Kalidasa Kalakendram